# (100370) 1995 UJ51
(100370) 1995 UJ51 es un asteroide perteneciente al cinturón de asteroides, descubierto el 20 de octubre de 1995 por el equipo del Spacewatch desde el Observatorio Nacional de Kitt Peak, Arizona, Estados Unidos.

## Designación y nombre
Designado provisionalmente como 1995 UJ51.

## Características orbitales
1995 UJ51 está situado a una distancia media del Sol de 2,443 ua, pudiendo alejarse hasta 2,919 ua y acercarse hasta 1,968 ua. Su excentricidad es 0,194 y la inclinación orbital 3,422 grados. Emplea 1395 días en completar una órbita alrededor del Sol.

## Características físicas
La magnitud absoluta de 1995 UJ51 es 16,2. Tiene 3,536 km de diámetro y su albedo se estima en 0,062.